# Moroz Records
Moroz Records («Мороз Рекордс») — российская независимая фирма звукозаписи, музыкальный лейбл.

## История
Компания была основана в 1992 году коммерсантом Александром Морозовым, который в советское время начинал с нелегального распространения магнитоальбомов отечественных рок-исполнителей.
Изначально на лейбле выпускалась музыка в жанре метал. Главным направлением Moroz Records является издание (переиздание) полных каталогов групп и исполнителей.
В 1995 году Moroz Records была удостоена российской премии «Овация» как лучшая национальная фирма грамзаписи.
В настоящее время Moroz Records управляет каталогами фирм Moroz Records, General Records, Moroz Video, ASP Records. Выпущено свыше 700 альбомов, среди которых обширные коллекции Владимира Высоцкого, группы «Кино», «Ария», Аллы Пугачевой, Филиппа Киркорова и т. д. Обладала исключительным правом на выпуск альбомов «Кино» и «Арии»; в 1996 году выпустила «Коллекцию Кино» на 13 компакт-дисках с цифровым ремастерингом, в которую также вошли не опубликованные до этого записи группы. Начиная с 1996 года выпускает коллекционные серии (бокс-сеты) «Легенды русского рока» и «Российские барды».
В 1995 году фирма Moroz Records заключила договор по дистрибуции всех проектов компании Aprelevka Sound Production. После этого на компакт-кассетах и компакт-дисках было выпущено более 50 наименований детских сказок и басен. Среди них были «Снежная королева», «Приключения Буратино», «Старик Хоттабыч», «Конёк-Горбунок», «Василиса Прекрасная», «Аленький цветочек», «Остров сокровищ».
С 1996 года фирма издаёт получившую известность серию сборников «Легенды русского рока».
На сегодняшний день каталог Moroz Records насчитывает более 400 наименований аудио- и видеоальбомов.

### Скандал с авторскими правами на творчество группы Кино
По словам Александра Липницкого, компания Moroz Records незаконно присвоила авторские права на творчество группы «Кино» и Виктора Цоя. После смерти Виктора Цоя в 1990 году его жена Марьяна Цой вместе с Александром Морозовым оформили все права на песни группы «Кино» на компанию Moroz Records и на сына Александра Цоя, оставив музыкантов группы «Кино», которые принимали непосредственное участие в создании песен группы, без каких-либо прав на их песни.
Впервые музыканты «Кино» заявили о своих правах на аудиозаписи группы в 2001 году. С 1990 года все авторские гонорары от использования творческого наследия группы «Кино» получала вдова Марианна Цой, которая передала доставшиеся ей авторские права компании «Мороз рекордз». В 2001 году Каспарян, Гурьянов и Тихомиров решили, что это ущемляет их права как музыкантов, и подали иск к родителям Виктора Цоя и Марианне в один из районных судов Санкт-Петербурга. В нём они требовали признать их соавторами аранжировок песен и выплатить причитающиеся им авторские гонорары. Однако отсудить что-либо им так и не удалось.

Вторую попытку музыканты предприняли в Москве в 2003 году, обратившись в юридическую компанию «Городисский и партнёры», профессионально занимающуюся защитой интеллектуальной собственности. Николай Зорин, юрист компании «Городисский и партнёры»: 
После распада коллектива вопрос о авторских и смежных правах на песни группы «Кино» остался неурегулированным. Новый иск — на этот раз не к Марианне Цой, а к компании «Мороз мьюзик», более известной как «Мороз рекордз», будет подан в конце этой или начале следующей недели… Налицо длящееся нарушение, не имеющее элемента оконченности: «Мороз» продолжает нарушать права наших клиентов, это дает нам все основания для судебного разбирательства.
В апреле 2018 года отец Виктора Цоя, Роберт Цой, выиграл суд с компанией Moroz Records, и права на песни музыканта у компании были изъяты.
В 2021 году компания потребовала 13,4 миллиона рублей у Александра Цоя (сына Виктора Цоя) за авторские права на песни его отца.